# تای بین
تای بین (به لاتین: Thái Bình) یک شهر در ویتنام است که در استان تای بین واقع شده‌است.
این شهر در سال ۲۰۱۳ میلادی ۲۶۸٫۱۶۷ نفر جمعیت داشته است.